# Rhytirhinus
Rhytirhinus är ett släkte av skalbaggar. Rhytirhinus ingår i familjen vivlar.

## Dottertaxa tillRhytirhinus, i alfabetisk ordning[1]
- Rhytirhinus acerbus
- Rhytirhinus alpinus
- Rhytirhinus anaglypticus
- Rhytirhinus angusticollis
- Rhytirhinus annulipes
- Rhytirhinus axillaris
- Rhytirhinus brucki
- Rhytirhinus claviscapus
- Rhytirhinus clitellarius
- Rhytirhinus compresipennis
- Rhytirhinus corrosicollis
- Rhytirhinus crispatus
- Rhytirhinus curtus
- Rhytirhinus dentatus
- Rhytirhinus dilatatus
- Rhytirhinus dissimilis
- Rhytirhinus elongatus
- Rhytirhinus excisus
- Rhytirhinus fulvocretosus
- Rhytirhinus horridus
- Rhytirhinus humilis
- Rhytirhinus impressicollis
- Rhytirhinus inaequalis
- Rhytirhinus incisus
- Rhytirhinus informis
- Rhytirhinus integricollis
- Rhytirhinus lamellicostis
- Rhytirhinus lefebvrei
- Rhytirhinus linderi
- Rhytirhinus lobothorax
- Rhytirhinus moroderi
- Rhytirhinus nevadensis
- Rhytirhinus niloticus
- Rhytirhinus nodifrons
- Rhytirhinus oberthueri
- Rhytirhinus parvicollis
- Rhytirhinus perplexus
- Rhytirhinus pilipes
- Rhytirhinus quadrituberculatus
- Rhytirhinus rudolfi
- Rhytirhinus seriespinosus
- Rhytirhinus setiger
- Rhytirhinus sordidus
- Rhytirhinus tibiellus
- Rhytirhinus transversetuberculatus
- Rhytirhinus turcicus
- Rhytirhinus turpis
- Rhytirhinus uncatus
- Rhytirhinus variegatus
- Rhytirhinus zebra